# Sphaeronella intermedia
Sphaeronella intermedia är en kräftdjursart som beskrevs av Hansen 1897. Sphaeronella intermedia ingår i släktet Sphaeronella och familjen Nicothoidae. Arten har ej påträffats i Sverige. Inga underarter finns listade i Catalogue of Life.